# Charles Léchères
Charles-François Léchères (* 20. August 1895 in Bourg-en-Bresse, Département Ain; † 12. November 1960 in Montpellier, Département Hérault) war ein französischer Offizier und zuletzt General der Luftstreitkräfte, der unter anderem zwischen 1948 und 1953 Chef des Stabes der Luftstreitkräfte sowie von 1951 bis 1952 Vorsitzender des Ausschusses der Stabschefs der Streitkräfte war.

## Leben
Charles-François, Sohn von Oberst Antoine Henri Lechères (1860–1916) und Antoinette Protat, begann am 25. August 1914 seine Offiziersausbildung an der Militärschule Saint-Cyr, die er 1916 als Angehöriger der „Promotion N°99 De la Grande Revanche“ abschloss. In der Folgezeit fand er zahlreiche Verwendungen als Offizier und schloss am 16. Februar 1922 seine Flugausbildung ab. Am 5. Juni 1925 wurde er als Hauptmann des 37. Luftfahrtregiments zum Ritter der  Ehrenlegion ernannt. Nach weiteren Verwendungen wurde er der 52. Staffel zugeordnet und wurde dort zum 1. Januar 1936 als Major zum Offizier der Ehrenlegion ernannt. Während des Zweiten Weltkrieges war er unter anderem Kommandant der Luftstreitkräfte in Tunesien sowie Kommandant der Luftstreitkräfte in Französisch-Marokko und wurde am 25. März 1943 zum Brigadegeneral (Général de brigade aérienne) befördert. Im weiteren Kriegsverlauf wurde er am 19. Februar 1944 dem britischen Küstenkommando zugeteilt und zum Kommandeur der 4. Luftwaffenregion ernannt. Für seine Verdienste wurde er mit dem Croix de guerre#Croix de guerre 1939–1945 ausgezeichnet und war 1945 Kommandant der Taktischen Luftwaffe.
Nach Kriegsende wurde Léchères am 25. Juni 1945 zum Generalmajor (Général de division aérienne) sowie am 10. August 1946 zum Generalleutnant (Général de corps aérien) befördert und war unter anderem 1946 stellvertretender Generalinspekteur der Luftstreitkräfte (Inspecteur général adjoint de l’Armée de l’air), Mitglied des Obersten Luftwaffenrats (Conseil supérieur de l’Air) sowie Inspekteur der Luftstreitkräfte in Übersee (Inspecteur des forces aériennes d’outre-mer). Zum 1. Dezember 1947 wurde er zum Kommandeur der Ehrenlegion ernannt. Als Nachfolger von Generalmajor Jean Piollet wurde er am 1. Februar 1948 Chef des Stabes der Luftstreitkräfte (Chef d'état-major général de l’Armée de l’air) und bekleidete dieses Amt bis zum 20. August 1953, woraufhin Pierre Fay seine Nachfolge antrat. Er wurde am 4. August 1948 zum General (Général d’armée aérienne) befördert und wurde am 20. August 1951 erster Vorsitzender des Ausschusses der Stabschefs der Streitkräfte (Président du comité des chefs d’état-major généraux des forces armées). Diesen Posten behielt er ein Jahr lang bis zu seiner Ablösung durch Marschall Alphonse Juin am 20. August 1952. Am 18. August 1953 wurde ihm das Großkreuz der Ehrenlegion verliehen und zwei Tage später schied er am 20. August 1953 mit seiner Beurlaubung aus dem aktiven Militärdienst. 1953 war er noch Vertreter Frankreichs im Militärausschuss der NATO.
Er heiratete am 4. April 1925 in Casablanca Yvonne Eulalie Grégoire (1897–1996).